# Anne Boixel
Anne Boixel (Rennes, 12 de abril de 1965) es una deportista francesa que compitió en piragüismo en la modalidad de eslalon. Ganó seis medallas en el Campeonato Mundial de Piragüismo en Eslalon entre los años 1989 y 1997.

## Palmarés internacional
| Campeonato Mundial | Campeonato Mundial          | Campeonato Mundial | Campeonato Mundial |
| Año                | Lugar                       | Medalla            | Competición        |
| ------------------ | --------------------------- | ------------------ | ------------------ |
| 1989               | Río Savage (Estados Unidos) | Medalla de oro     | K1 por equipos     |
| 1993               | Mezzana (Italia)            | Medalla de oro     | K1 por equipos     |
| 1993               | Mezzana (Italia)            | Medalla de plata   | K1 individual      |
| 1995               | Nottingham (Reino Unido)    | Medalla de oro     | K1 por equipos     |
| 1995               | Nottingham (Reino Unido)    | Medalla de plata   | K1 individual      |
| 1997               | Três Coroas (Brasil)        | Medalla de plata   | K1 por equipos     |